# 埃德·巴特尔斯
爱德华·约翰·巴特尔斯（英語：Edward John Bartels，1925年10月8日—2007年11月4日），美国NBA联盟前职业篮球运动员。